# Otto Brixner
Otto Brixner (* 1943) ist ein deutscher Jurist. Er war zuletzt Vorsitzender Richter der 7. Strafkammer am Landgericht Nürnberg-Fürth. In der Öffentlichkeit bekannt wurde er als Vorsitzender Richter der Großen Strafkammer, die im Jahr 2006 gemäß § 63 StGB die Unterbringung von Gustl Mollath in einem psychiatrischen Krankenhaus, in dem er über sieben Jahre verbrachte, anordnete.

## Leben und Wirken
Otto Brixner stammt aus Württemberg, aus dem „Schwäbischen“. Er ist der Sohn eines Gastwirtehepaars, das in den Fünfziger- und Sechzigerjahren die Bahnhofsgaststätte in Herrenberg betrieben hatte. Brixner wuchs in der Bahnhofsgaststätte auf, wo er, nach eigenen Angaben, im Familienbetrieb mithalf.
Nach seinem Wehrdienst bei der Bundeswehr studierte Brixner, der Oberstleutnant der Reserve war, Rechtswissenschaften. Am 1. April 1973 trat Brixner seinen Dienst als Staatsanwalt im Bayerischen Justizdienst an und arbeitete drei Jahre als Staatsanwalt. 1976 wurde er Richter am Amtsgericht Erlangen, wo er Straf- und Zivilsachen bearbeitete.
Im Oktober 1987 wurde Brixner zum Richter am Landgericht ernannt und wechselte zum Landgericht Nürnberg-Fürth, wo er wieder sowohl in Straf-, als auch in Zivilsachen tätig war. Nach seiner Ernennung zum Vorsitzenden Richter am Landgericht Nürnberg-Fürth übernahm Brixner im Juli 1998 zunächst den Vorsitz der 6. kleinen Strafkammer, die vornehmlich mit Berufungen in Betäubungsmittel-Strafsachen befasst war. Zuletzt war er Vorsitzender der 7. großen Strafkammer und damit für Betäubungsmittel-Strafsachen und allgemeine Strafsachen erster Instanz zuständig. Ende Juni 2008 trat Brixner in den Ruhestand.
Brixner bediente sich bei seiner Richtertätigkeit nach eigener Aussage nie des Instruments der Verständigung im Strafverfahren (sog. „Deal beim Strafmaß“), da dieses Instrument aus seiner Sicht den Wunsch der Opfer nach Gerechtigkeit und die Verwirklichung des staatlichen Strafanspruchs nur unzureichend umzusetzen vermag. Brixner begründete seine Ablehnung auch mit der aus seiner Sicht während des ganzen Verfahrens notwendigen Beteiligung der Laienrichter, die bei solchen vorprozessualen Vereinbarungen und Absprachen jedoch regelmäßig nicht mitwirken könnten.
Brixner forderte in Interviews vom Gesetzgeber, die lebenslange Verurteilung abzuschaffen und stattdessen zeitlich abgestufte Strafen bis zu 40 Jahren Haft einzuführen, da dies eine „gerechtere Bestrafung“ ermögliche. Außerdem kritisierte er im Hinblick auf das Strafmaß „die ungerechte Bevorzugung der Schwerkriminalität gegenüber der leichten Kriminalität“ und trat für eine Herabsetzung der Strafmündigkeit ein.
Brixner ist verwitwet und Vater von zwei Kindern. Er wohnt in Herzogenaurach.

## Mollath-Prozess
Im Jahre 2006 wurde die 7. große Strafkammer des Landgerichts Nürnberg, deren Vorsitzender Brixner war, für den Fall des Gustl Mollath zuständig. Die Kammer sprach Mollath im August 2006 wegen Schuldunfähigkeit frei, ordnete jedoch seine Unterbringung gem. § 63 StGB in der Psychiatrie an, da er an paranoidem Wahn leide, der um Schwarzgeldverschiebungen kreise, in welche insbesondere seine Ehefrau verwickelt sei.
Mollaths Verteidiger Gerhard Strate, der sich schon zuvor wiederholt erfolglos um eine Entlassung Mollaths aus der Psychiatrie bemühte, erreichte im August 2013 eine Wiederaufnahme des Verfahrens. Das für das Wiederaufnahmeverfahren zuständige Landgericht Regensburg kam zu dem Ergebnis, dass die Voraussetzungen für eine [weitere] Unterbringung Mollaths in der Psychiatrie nicht vorliegen.
Diese Ereignisse zogen eine erhebliche öffentliche Debatte und Kontroverse nach sich, in deren Verlauf Vorwürfe auch direkt gegen Brixner erhoben wurden. Diese Vorwürfe richteten sich insbesondere gegen Brixners Verhandlungsführung und eine mögliche Befangenheit sowie die Verweigerung rechtlichen Gehörs nach Art. 103 Abs. 1 Grundgesetz. Schöffen und Zeugen, die beim Verfahren 2006 anwesend waren, berichten, dass Brixner im Rahmen seiner Prozessführung unbeherrscht agiert und Mollath mehrfach unterbrochen habe. Auch habe er die 106-seitige Verteidigungsschrift Mollaths überhaupt nicht zur Kenntnis genommen.
Der Untersuchungsausschuss „Fall Mollath“ des Bayerischen Landtages kam in seinem mehrheitlich getroffenen Abschlussbericht vom Juli 2013 zu dem Ergebnis, dass „ein grob fahrlässiges oder vorsätzliches Fehlverhalten bayerischer Justiz- [...]behörden“ nicht vorliege; die Entscheidungen seien „als menschlich und fachlich nachvollziehbar und juristisch vertretbar einzustufen.“ Klarstellend hob der Untersuchungsausschuss hervor, dass der Untersuchungsausschuss die Unabhängigkeit der Justiz wahre und deshalb die Richtigkeit von Gerichtsentscheidungen auch nicht prüfe.
In dem ZDF-Fernsehfilm Gefangen – Der Fall K. mit Jan-Josef Liefers in der Hauptrolle wurde der „Fall Gustl Mollath“ im Jahre 2018 verfilmt. Die Rolle des Richters Brixner (Name im Film: Franz Streibl) wurde von Francis Fulton-Smith gespielt.